# فهرست نقش‌آفرینی‌های برندن فریزر

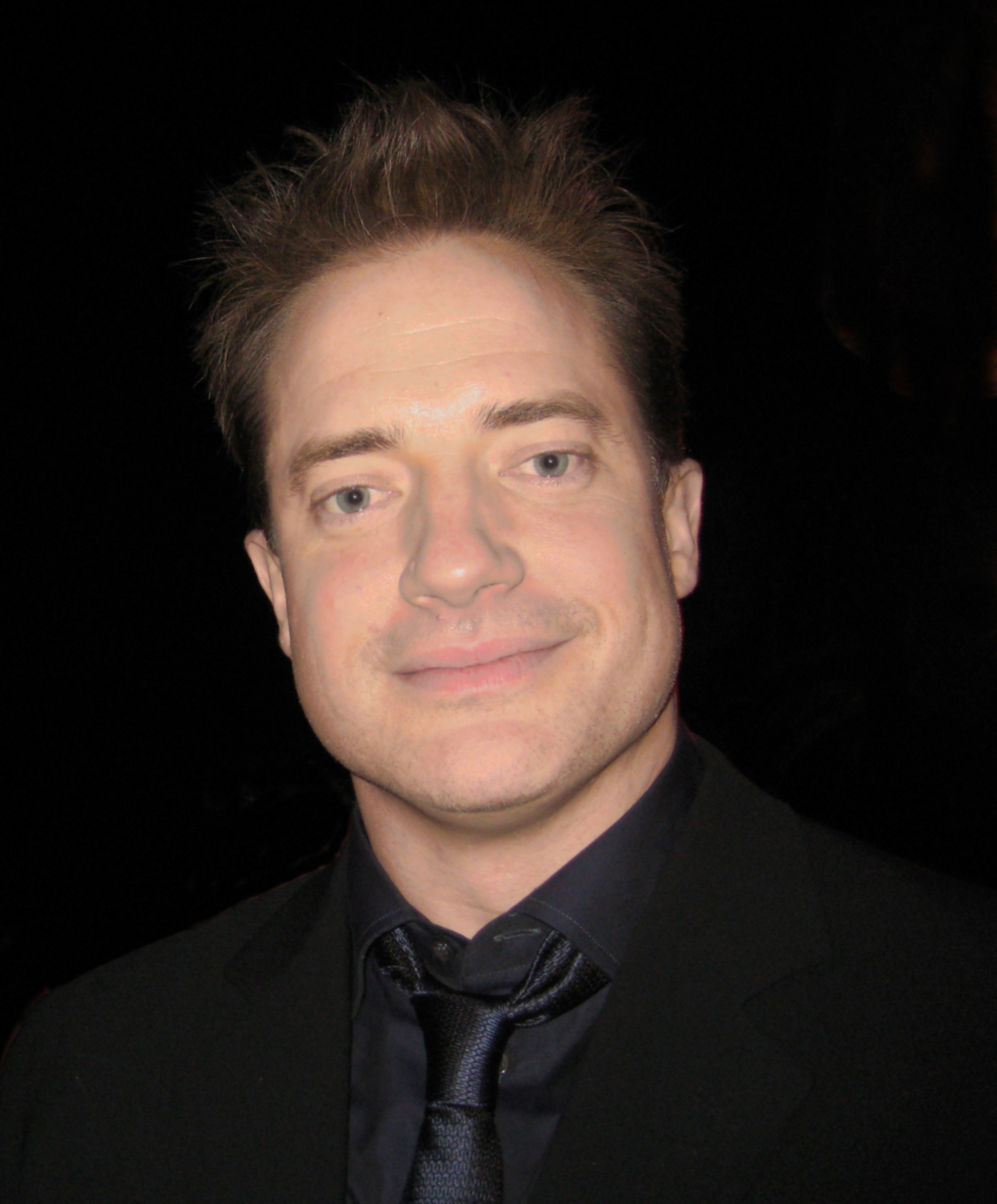
فریزر در نخستین نمایش مومیایی: مقبره امپراتور اژدها در ژوئیه ۲۰۰۸

برندن فریزر بازیگر آمریکایی-کانادایی نخستین نقش خود را در سال ۱۹۹۱ در فیلم درام داستان بلوغ تن‌به‌تن هوایی ایفا کرد. او در فیلم‌های متعددی از جمله فیلم کمدی انسینو من با شان آستین و پالی شور (۱۹۹۲)، فیلم درام، روابط مدرسه با کریس اودانل (۱۹۹۲)، فیلم کمدی-درام با افتخار با جو پشی (۱۹۹۴)، فیلم کمدی کله‌پوک‌ها با آدام سندلر و استیو بوسمی (۱۹۹۴)، درام ترسناک روانشناختی عشق ظهر تاریکی با ویگو مورتنسن (۱۹۹۵)، فیلم کمدی جرج جنگل با لزلی من (۱۹۹۷)، درام دوره‌ای خدایان و هیولاها با ایان مک‌کلن (۱۹۹۸)، کمدی اسلپ‌استیک دادلی دو-رایت با سارا جسیکا پارکر (۱۹۹۹)، و کمدی-درام رمانتیک فانتزی انفجار از گذشته با آلیسیا سیلورستون (۱۹۹۹) بازی کرد. همچنین در سال ۱۹۹۹، او در نقش ریک اوکانل در فیلم اکشن ماجراجویی مومیایی در مقابل ریچل وایس بازی کرد. او در سال ۲۰۰۱ این نقش را در دنباله بازگشت مومیایی و در قسمت سوم و آخر در سه‌گانه مومیایی، مومیایی: مقبره امپراتور اژدها (۲۰۰۸) ایفا کرد.
در طول دهه ۲۰۰۰، فریزر در طیف وسیعی از ژانرها بازی کرد، از جمله فیلم کمدی رمانتیک فانتزی مسحور با الیزابت هرلی (۲۰۰۰)، فیلم فانتزی کمدی سیاه مانکیبون با بریجت فوندا (۲۰۰۱)، فیلم درام رمانتیک و دلهره‌آور آمریکایی آرام با مایکل کین (۲۰۰۲)، فیلم کمدی پویانمایی/لایو اکشن لونی تونز: بازگشت به مبارزه با جنا الفمن (۲۰۰۳)، فیلم درام جنایی تصادف با ساندرا بولاک (۲۰۰۴)، فیلم مستقل جنایی دلهره‌آور سفر به انتهای شب با مس دف (۲۰۰۶)، فیلم علمی فانتزی اکشن-ماجراجویی سفر به مرکز زمین با جاش هاچرسون (۲۰۰۸)، فیلم ماجراجویی فانتزی اینکهارت با بازی پل بتانی (۲۰۰۸) و فیلم کمدی سیاه خانوادگی انتقام خزدار با بروک شیلدز (۲۰۱۰). او همچنین در فیلم پزشکی درام اقدامات فوق‌العاده با هریسون فورد (۲۰۱۰)، فیلم جنایی نئو نوآر حرکت ناگهانی ممنوع با بنیسیو دل تورو (۲۰۲۱) و فیلم درام روانشناختی نهنگ با سیدی سینک به کارگردانی دارن آرونوفسکی (۲۰۲۲) بازی کرده‌است. او برای بازی در فیلم نهنگ برنده جایزه اسکار بهترین بازیگر مرد شد.
از آثار تلویزیونی فریزر می‌توان به مینی‌سریال ظهور تگزاس (۲۰۱۵)، سریال درام رابطه از شوتایم (۲۰۱۶–۲۰۱۷)، مجموعه آنتولوژی اعتماد از اف‌ایکس (۲۰۱۸)، سریال کندور از اپیکس (۲۰۱۸) و مجموعه اکشن دووم پاترول از دی‌سی یونیورس/اچ‌بی‌او مکس (۲۰۱۹–اکنون) اشاره کرد.

## فیلم
| سال  | عنوان                        | نقش                                                   | یادداشت‌ها                      | منبع  |
| ---- | ---------------------------- | ----------------------------------------------------- | ------------------------------ | ----- |
| ۱۹۹۱ | تن‌به‌تن هوایی                 | ملوان شماره ۱                                         |                                |       |
| ۱۹۹۲ | انسینو من                    | لینکویچ «لینک» چاموفسکی                               |                                | [ ۲ ] |
| ۱۹۹۲ | روابط مدرسه                  | دیوید گرین                                            |                                | [ ۲ ] |
| ۱۹۹۳ | بیست دلار                    | سام ماستروفسکی                                        |                                |       |
| ۱۹۹۳ | داماد                        | لینک                                                  | حضور افتخاری ذکرنشده در تیتراژ | [ ۳ ] |
| ۱۹۹۳ | جوان‌تر و جوان‌تر              | وینستون یانگر                                         |                                |       |
| ۱۹۹۴ | با افتخار                    | مونتی کسلر                                            |                                | [ ۲ ] |
| ۱۹۹۴ | کله‌پوک‌ها                     | چستر «چز داربی» اوگیلوی                               |                                | [ ۲ ] |
| ۱۹۹۴ | اکنون در ارتش                | لینک                                                  | حضور افتخاری ذکرنشده در تیتراژ | [ ۳ ] |
| ۱۹۹۴ | پیشاهنگ                      | استیو نبراسکا                                         |                                |       |
| ۱۹۹۵ | عشق ظهر تاریکی               | دارکلی نون                                            |                                |       |
| ۱۹۹۵ | حال و آینده                  | کهنه سرباز ویتنام                                     | ذکرنشده در تیتراژ              | [ ۴ ] |
| ۱۹۹۶ | بچه‌ها در سالن: آب‌نبات مغز    | بیمار پلاسیبو                                         | حضور افتخاری ذکرنشده در تیتراژ |       |
| ۱۹۹۶ | خانم وینتربورن               | بیل وینتربورن/هیو وینتربورن                           |                                | [ ۲ ] |
| ۱۹۹۶ | تردید در درخشش               | داگ                                                   | حضور افتخاری                   |       |
| ۱۹۹۷ | گرگ و میش گلدها              | دیوید گلد                                             |                                |       |
| ۱۹۹۷ | جرج جنگل                     | جورج                                                  |                                |       |
| ۱۹۹۸ | هنوز نفس می‌کشم               | فلچر مک براکن                                         |                                |       |
| ۱۹۹۸ | خدایان و هیولاها             | کلیتون بون                                            |                                | [ ۲ ] |
| ۱۹۹۹ | انفجاری از گذشته             | آدام وبر                                              |                                | [ ۲ ] |
| ۱۹۹۹ | مومیایی                      | ریک اوکانل                                            |                                | [ ۲ ] |
| ۱۹۹۹ | دادلی دو-رایت                | دادلی دو-رایت                                         |                                |       |
| ۲۰۰۰ | مسحور                        | الیوت ریچاردز                                         |                                | [ ۲ ] |
| ۲۰۰۰ | سندباد: آن سوی مه            | سندباد                                                | صداپیشه                        |       |
| ۲۰۰۱ | مانکیبون                     | استو مایلی                                            |                                |       |
| ۲۰۰۱ | بازگشت مومیایی               | ریک اوکانل                                            |                                | [ ۲ ] |
| ۲۰۰۲ | آمریکایی آرام                | آلدن پیل                                              |                                | [ ۲ ] |
| ۲۰۰۳ | دیکی رابرتس: ستاره کودک سابق | خودش                                                  | حضور افتخاری ذکرنشده در تیتراژ |       |
| ۲۰۰۳ | لونی تونز: بازگشت به مبارزه  | دی جی دریک / خودش شیطان تاسمانی / «She-Devil» (صداها) |                                |       |
| ۲۰۰۴ | تصادف                        | ریک کابوت دادستان منطقه                               |                                | [ ۲ ] |
| ۲۰۰۶ | سفر به انتهای شب             | پل                                                    |                                |       |
| ۲۰۰۶ | آخرین بار                    | جیمی باشانت                                           | همچنین تهیه‌کننده اجرایی        |       |
| ۲۰۰۷ | هوایی که تنفس می‌کنم          | لذت                                                   |                                |       |
| ۲۰۰۸ | سفر به مرکز زمین             | پروفسور تروور اندرسون                                 | همچنین تهیه‌کننده اجرایی        |       |
| ۲۰۰۸ | مقبره امپراتور اژدها         | ریک اوکانل                                            |                                |       |
| ۲۰۰۸ | اینکهارت                     | مورتیمر فولچارت                                       |                                |       |
| ۲۰۰۹ | جی.آی. جو: ظهور کبرا         | گروهبان جفری استون چهارم                              | حضور افتخاری ذکرنشده در تیتراژ |       |
| ۲۰۱۰ | اقدامات فوق‌العاده            | جان کراولی                                            |                                |       |
| ۲۰۱۰ | انتقام خزدار                 | دن سندرز                                              | همچنین تهیه‌کننده اجرایی        |       |
| ۲۰۱۲ | ایستادن                      | جو مگوایر                                             | همچنین تهیه‌کننده اجرایی        |       |
| ۲۰۱۳ | فرار از سیاره زمین           | اسکورچ سوپرنووا                                       | صداپیشه                        |       |
| ۲۰۱۳ | یک مورد از شما               | تونی                                                  |                                |       |
| ۲۰۱۳ | مو مغز                       | لئو سیرلی                                             |                                |       |
| ۲۰۱۳ | ماجراهای دکه سمساری          | ریکی بالدوسکی                                         |                                |       |
| ۲۰۱۳ | Breakout                     | جک دامسون                                             | فیلم ویدئویی؛ همچنین تهیه‌کننده |       |
| ۲۰۱۳ | پناهگاه خانوادگی             | تام فیتزپاتریک                                        |                                |       |
| ۲۰۱۴ | عملیات آجیلی                 | گریسون                                                | صداپیشه                        |       |
| ۲۰۱۹ | رز سمی                       | مایلز میچل                                            |                                |       |
| ۲۰۱۹ | خط تبار                      | چارلی «چارو» جولپین                                   |                                |       |
| ۲۰۲۰ | راز کارما                    | انیموس/رونای                                          |                                |       |
| ۲۰۲۱ | حرکت ناگهانی ممنوع           | داگ جونز                                              |                                | [ ۵ ] |
| ۲۰۲۲ | نهنگ                         | چارلی                                                 |                                | [ ۶ ] |
| ۲۰۲۳ | قاتلان ماه گل                | دبلیو. اس. همیلتون                                    |                                | [ ۷ ] |
| ۲۰۲۳ | برادران                      | TBA                                                   | پس‌تولید                        | [ ۷ ] |

| به آثاری اشاره دارد که در حال حاضر منتشر نشده‌اند | به آثاری اشاره دارد که در حال حاضر منتشر نشده‌اند |

## تلویزیون
| سال        | عنوان                                                                | نقش                                                | یادداشت‌ها                                              | منبع   |
| ---------- | -------------------------------------------------------------------- | -------------------------------------------------- | ------------------------------------------------------ | ------ |
| ۱۹۹۱       | مدرسه قدیمی‌ام (My Old School)                                        | شه‌وی                                               | فیلم کوتاه                                             |        |
| ۱۹۹۱       | فرزند تاریکی، فرزند نور                                              | دوست جان                                           | تله‌فیلم                                                |        |
| ۱۹۹۱       | گناهکار تا زمانی که بی گناهی ثابت شود (Guilty Until Proven Innocent) | بابی مک لافلین                                     | فیلم تلویزیونی؛ همچنین شناخته‌شده تحت «Presumed Guilty» |        |
| ۱۹۹۵       | فرشتگان سقوط‌کرده                                                     | جانی برم                                           | قسمت: «The Professional Man»                           |        |
| ۱۹۹۷       | داکمن                                                                | سامونز کگل (صدا)                                   | قسمت: «Dammit, Hollywood»                              |        |
| ۱۹۹۷, ۱۹۹۹ | پخش زنده شنبه شب                                                     | خودش (میزبان)                                      | ۲ قسمت                                                 |        |
| ۱۹۹۸       | سیمپسون‌ها                                                            | براد (صدا)                                         | قسمت: «پادشاه تپه»                                     |        |
| ۲۰۰۰, ۲۰۰۵ | پادشاه تپه                                                           | دیوید کالایکی-علی / ایرو بنت / جیمی بیردون (صداها) | ۲ قسمت                                                 |        |
| ۲۰۰۲, ۲۰۰۴ | اسکرابز                                                              | بن سالیوان                                         | ۳ قسمت                                                 |        |
| ۲۰۰۹       | آرزوشناسی                                                            | توربو تاندر (صدا)                                  | فیلم‌های تلویزیونی                                      |        |
| ۲۰۱۵       | ظهور تگزاس                                                           | بیلی اندرسون                                       | ۵ قسمت                                                 | [ ۸ ]  |
| ۲۰۱۶–۲۰۱۷  | رابطه                                                                | جان گانتر                                          | ۶ قسمت                                                 | [ ۹ ]  |
| ۲۰۱۷       | کلاه شب                                                              | خودش                                               | قسمت: «Poop Show»                                      |        |
| ۲۰۱۸       | اعتماد                                                               | جیمز فلچر چیس                                      | ۸ قسمت                                                 | [ ۱۰ ] |
| ۲۰۱۸       | کندور                                                                | ناتان فاولر                                        | ۷ قسمت                                                 | [ ۱۱ ] |
| ۲۰۱۸       | تایتان‌ها                                                             | مرد رباتی                                          | صداپیشه؛ قسمت: «Doom Patrol»                           |        |
| ۲۰۱۹–اکنون | دووم پاترول                                                          | کلیف استیل / روباتمن                               | ۳۹ قسمت                                                | [ ۱۲ ] |
| ۲۰۲۰       | حرفه‌ای‌ها (Professionals)                                             | پیتر سوان                                          | ۱۰ قسمت؛ همچنین تهیه‌کننده اجرایی                       | [ ۱۳ ] |

## بازی‌های ویدئویی
| سال  | عنوان                         | صداپیشه    | منبع   |
| ---- | ----------------------------- | ---------- | ------ |
| ۲۰۰۸ | مومیایی: مقبره امپراتور اژدها | ریک اوکانل | [ ۱۴ ] |